# Vrăjitoarea Lilly
Vrăjitoarea Lilly este un serial de desene animate bazat pe cărțile publicate de Knister. În România a fost difuzat pe postul Minimax. Momentan conține 3 sezoane și 52 episoade.

## Personaje
Personalitatea și aspectul unor personaje s-a schimbat de la sezonul 2 la sezonul 3.
Lilly este o fată obișnuită de 9 ani - sau cel puțin așa crede până în ziua când găsește o carte magică ce o transformă în vrăjitoare. Din acel moment ea trece prin tot felul de aventuri ce o duc peste tot în timp și spațiu. În sezoanele 1 și 2, ea avea o personalitate mai îndrăzneață și mai ștrengărească, s-ar putea spune mai băiețoasă. Din sezonul 3 ea este mai timidă și mai feminină. Ca și aspect fizic, o constantă este părul roșcat și tunsoarea de tip Cleopatra, cu mici variațiuni în ambele încarnări. În sezoanele 1 și 2, ea avea ochi albaștri, iar în sezonul 3 are ochi mari și verzi. Din sezonul 3 ea are pistrui. În sezoanele 1 și 2, îmbrăcămintea ei constă din: un tricou roz cu un mic cerc ca și decolteu și 2 dungi pe piept - una mai subțire turcuaz, iar sub ea, una mai groasă albastră; blugi albaștrii evazați și balerini roșii. În sezonul 3, îmbrăcămintea ei constă din: un hanorac cu fermoar, de culoare teal și cu marginea glugii, a manșetelor și cu fermoarul albe, un tricou pe dedesubt, de culoare roz aprins cu elasticul de la găt alb, o fustă mini de aceeași nuanță de roz ca tricoul, leggings (ciorapi din lycra, elastici) negrii, semi-ciorapi cu model de curcubeu care vin peste leggingșii negrii, și care merg de la gleznă până imediat sub fustă, iar la unul din picioare sunt dați în jos până puțin peste încălțări, stând lărguț, și bascheți tip Converse negrii și cu șireturile, talpa și sigla curculară albe. Mereu poartă cu ea o geantă de umăr maro, în care cară diverse lucruri și pe Hector. În toate sezoanele, ea poartă un cercel în formă de stea galbenă, pe care îl folosește la vraji. Aproape în toate episoadele din toate sezoanele, atunci când călătorește în timp și/sau spațiu, hainele ei se schimbă automat, în mod magic, potrivit cu locul și timpul în care se duce, pentru a nu ieși în evidență.
Hector este companionul lui Lilly. Este un dragon mic și verde. El este leneș, gurmand, neobrăzat, dar ține mult la prietena lui. Doar Lilly știe că el este viu, iar în preajma majorității altor oameni, el se preface o jucărie, stând nemișcat. În primele două sezoane el arăta ca un stegosaurus cu botul mai gros și avea 2 aripi mici. Din sezonul 3 el arată diferit.
Leon este fratele mai mic al lui Lilly. Are părul blond. Avănd aproximativ 4-5 ani, este imatur, egoist, neobrăzat și cerșește atenție. Deseori vrea să îl împrumute pe Hector pentru a se juca cu el, având suspiciunea că este un dragon adevărat, deși nu știe sigur.
Mama lui Lilly. Ea este mama părintele singur al celor 2 copii ai ei. Are o atitudine parentală moderată - nici prea protectivă, nici prea permisivă. În primele două sezoane, ea era blondă, iar din sezonul 3, are părul roșcat și tuns scurt.

## Episoade

### Sezonul 1 (2004)
1. Lilly în Vestul Sălbatic
2. Lilly și Legenda lui Făt Frumos
3. Lilly în Epoca de Piatră
4. Lilly și Atlantida
5. Lilly și Dinozaurii
6. Lilly și Misterul Mumiei
7. Lilly și Monstrul din Lochness
8. Lilly și Hercule
9. Lilly și Insectele Uriașe
10. Lilly și Vikingii
11. Lilly și Robin Hood
12. Lilly în Jungla Ecuatorială
13. Lilly și Leonardo

### Sezonul 2 (2007)
1. Lilly și Regele Arthur
2. Lilly în Lumea Nouă
3. Lilly și Mușketarii
4. Lilly și Houdini
5. Lilly și Marea Goană dupa Aur
6. Lilly in jurul lumii în opt zile
7. Lilly  și Maestrul Detectiv
8. Lilly în Hollywood
9. Lilly și Monstrul lui Frankenstein
10. Lilly și Spiridușii Irlandezi
11. Lilly în China
12. Lilly și Pirați
13. Lilly pe Lună

### Sezonul 3 (2013)
1. Camera cea Nouă a lui Lilly
2. Lilly și Poneiul Mongolian
3. Lilly și Blestemul Mumiei
4. Noul Animal al lui Lilly
5. Prințesa Lilly
6. Lilly și Puiul de Rechin
7. Lilly și Ușirii Polari
8. Lilly la Circ
9. Lilly, Starul de Operă
10. Lilly în Deșert
11. Lilly în Scoția
12. Lilly și Spa-ul de Dragoni
13. Lilly și Sugițul
14. Lilly și Jocurile Olimpice
15. Lilly și Parfumul
16. Lilly și Concursul de Gătit
17. Lilly în Peru
18. Lilly și Casa Nebună a Roboților
19. Lilly și Băiatul Indian
20. Lilly în Marea Evadare
21. Lilly și Prima Bicicletă
22. Lilly și Lampa Magică a lui Aladdin
23. Lilly în Australia
24. Lilly și Călugărul Kung Fu
25. Lilly și Misterul Albinelor Dispărute
26. Lilly și Orașul Vampirilor

## Producerea graficii și a animației
Primele doua sezoane au fost produse folosind animație pe celule tradițională. Începând cu sezonul 3, Magma Films a folosit animație Flash, similar cu alte seriale precum My Little Pony, Friendship is Magic. Designul personajului Lilly este mult mai asemănător cu aspectul ei din cărțile originale decât cum arăta în primele 2 sezoane. Ordinea de difuzare a episoadelor în română este diferită de cea a episoadelor în germană

## Coloana sonoră
Melodiile din serial au fost compuse de Keith Hopwood.